# Parastasia
Parastasia är ett släkte av skalbaggar. Parastasia ingår i familjen Rutelidae.

## Dottertaxa tillParastasia, i alfabetisk ordning[1]
- Parastasia aberrans
- Parastasia alternata
- Parastasia andamanae
- Parastasia andamanica
- Parastasia anomala
- Parastasia anthracina
- Parastasia asahi
- Parastasia assimilis
- Parastasia basalis
- Parastasia bicolor
- Parastasia bigibbosa
- Parastasia bimaculata
- Parastasia binotata
- Parastasia birmana
- Parastasia brevipes
- Parastasia burmeisteri
- Parastasia canaliculata
- Parastasia carsteni
- Parastasia christmasensis
- Parastasia cingala
- Parastasia circumferens
- Parastasia confluens
- Parastasia coquereli
- Parastasia dalatina
- Parastasia dempuensis
- Parastasia dimidiata
- Parastasia discolor
- Parastasia diversipennis
- Parastasia dolens
- Parastasia duchoni
- Parastasia ephippium
- Parastasia exophthalma
- Parastasia fakfakensis
- Parastasia femorata
- Parastasia ferrieri
- Parastasia fujiokai
- Parastasia gestroi
- Parastasia glottidion
- Parastasia hainanensis
- Parastasia helleri
- Parastasia hitomi
- Parastasia incurva
- Parastasia indica
- Parastasia intermedia
- Parastasia jamesonae
- Parastasia kangeanensis
- Parastasia kinibalensis
- Parastasia klossi
- Parastasia kolakana
- Parastasia kraatzi
- Parastasia kuijteni
- Parastasia laratina
- Parastasia lobata
- Parastasia lombokensis
- Parastasia maluku
- Parastasia marginata
- Parastasia marmorata
- Parastasia masumotoi
- Parastasia melanocephala
- Parastasia melanocephaloides
- Parastasia mitsumata
- Parastasia montrouzieri
- Parastasia moseri
- Parastasia moultoni
- Parastasia negrosensis
- Parastasia nigriceps
- Parastasia nigripennis
- Parastasia nigromaculata
- Parastasia nigroscutellata
- Parastasia novoguineensis
- Parastasia oberthueri
- Parastasia ochracea
- Parastasia pascoei
- Parastasia percheroni
- Parastasia peterzorni
- Parastasia polita
- Parastasia pulupuluensis
- Parastasia punctulata
- Parastasia quadrimaculata
- Parastasia ruficollis
- Parastasia rufolimbata
- Parastasia rufonigra
- Parastasia rufopicta
- Parastasia sakaii
- Parastasia sawadai
- Parastasia selangorica
- Parastasia stella
- Parastasia sulcata
- Parastasia sulcipennis
- Parastasia sumbawana
- Parastasia takahikoi
- Parastasia takeshii
- Parastasia tanaensis
- Parastasia tenomensis
- Parastasia terraereginae
- Parastasia wallacea
- Parastasia weberi
- Parastasia westwoodii
- Parastasia vietnamensis
- Parastasia vittata
- Parastasia xanthopyga
- Parastasia yasutoshii